# Pablo Morillo
Pablo Morillo y Morillo,  conde de Cartagena, marqués de La Puerta, apodado El León de Sampayo o El Pacificador (Fuentesecas, 5 de mayo de 1775-Barèges, 27 de julio de 1837). De orígenes humildes, fue un militar y marino español que se destacó en las guerras contra la Francia Revolucionaria, el Imperio británico y el Imperio napoleónico, así como en las guerras de independencia hispanoamericanas. Por su destacado desempeño en el campo de batalla, recibió las más altas condecoraciones militares de su tiempo.
Durante su etapa en la Real Armada Española participó en distintos combates, entre los que destacan la batalla del Cabo de San Vicente y la de Trafalgar.
Sirvió también en el Ejército español participando en la guerra de Independencia española, en las dos batallas más importantes de su inicio y de su final: Bailén, la primera derrota napoleónica y Vitoria, que forzó la retirada de las tropas francesas de España. También fue decisiva su intervención en la reconquista de Vigo y la batalla de Puentesampayo, al dirigir el ejército que derrotó al mariscal Ney y obligó al ejército francés a evacuar Galicia. Ascendió rápidamente en su carrera militar durante la guerra de Independencia española: capitán el 22 de enero de 1809, coronel el 27 de abril del mismo año, general de brigada el 14 de marzo de 1811 y mariscal de campo el 3 de julio de 1813. Nombrado mariscal por su actuación en la Vitoria como jefe de la 1.ª división del IV Ejército, de la que estaba al mando desde el 20 de abril de 1812.
Participó en las guerras de independencia de Venezuela y Nueva Granada como jefe de la expedición encargada de sofocar la rebelión. El 14 de agosto de 1814 fue nombrado capitán general de Venezuela y general en jefe del ejército expedicionario. El 1 de abril de 1815 era ascendido a teniente general por su papel en la organización de la expedición pacificadora. El 2 de junio de 1815 fue reemplazado como capitán general interino por el brigadier José Ceballos. En su haber destacan la toma de Cartagena de Indias (1815) y las posteriores acciones militares que llevaron a la caída de las Provincias Unidas de la Nueva Granada, así como el restablecimiento del virreinato. Su papel durante la Reconquista de la Nueva Granada ha sido objeto de controversias historiográficas.  En Venezuela consiguió detener el avance de Simón Bolívar hacia Caracas tras vencerlo en la tercera batalla de La Puerta (1818). Con el posterior Tratado de Armisticio y Regularización de la Guerra de 1820 consiguió establecer una tregua y se abolió la guerra a muerte proclamada por Bolívar en 1813.El 14 de diciembre de 1820 renuncia al mando supremo de las fuerzas realistas en Nueva Granada y Venezuela, siendo sucedido por el brigadier Miguel de la Torre. Parte a España 3 días después. El 4 de mayo de 1821, fue nombrado capitán general de Castilla la Nueva.

## Biografía

### Primeros años
Pablo Morillo nació en el seno de una familia de campesinos, el 5 de mayo de 1775 en Fuentesecas, Zamora, y fue bautizado dos días más tarde. Su padres fueron Lorenzo Morillo y María Morillo.

### Carrera militar

#### Pablo Morillo como marino español
El 19 de marzo de 1791, a los quince años de edad, se alistó como soldado en el cuerpo de Infantería de Marina. Muy pronto participó en las guerras revolucionarias francesas. Se halló en los primeros días de mayo de 1793 en el desembarco de la isla de San Pietro, en Cerdeña, y después, en el sitio de Tolón, donde tomó parte en siete acciones hasta que fue herido y retirado del combate. Pasó luego a Cataluña, concurrió al combate del 13 de agosto de 1794 en las alturas de Cullera, y se halló en el sitio del castillo de la Trinidad en Rosas, formando la guerrilla, y asalto en lanchas, nuevamente bajo fuego enemigo.
Posteriormente, fue hecho prisionero a bordo del navío San Isidro en el ataque naval de 14 de febrero, siendo liberado poco después. A continuación, estuvo presente en el bombardeo de Cádiz por los ingleses. Por sus méritos y servicios en la Marina Real obtuvo los galones de sargento segundo, concedidos el 1 de octubre de 1797. Participó en la batalla del Cabo de San Vicente y en esta clase de sargento concurrió al combate naval de 21 de octubre de 1805 sobre el cabo de Trafalgar a bordo del navío San Ildefonso, donde fue herido y nuevamente hecho prisionero.

#### Guerra de Independencia española
El 2 de junio de 1808 se incorporó a la milicia con el grado de subteniente de infantería formando parte del recién creado regimiento de infantería de Voluntarios de Llerena, y concurrió el 19 de julio a la memorable victoria en la batalla de Bailén sobre las tropas francesas invasoras enviadas por Napoleón Bonaparte. Allí, una vez más, sobresalió por su valentía y llamó la atención del general en jefe, Francisco Javier Castaños, que desde entonces se convirtió en su mentor. Tras la batalla, fue ascendido a teniente de infantería.

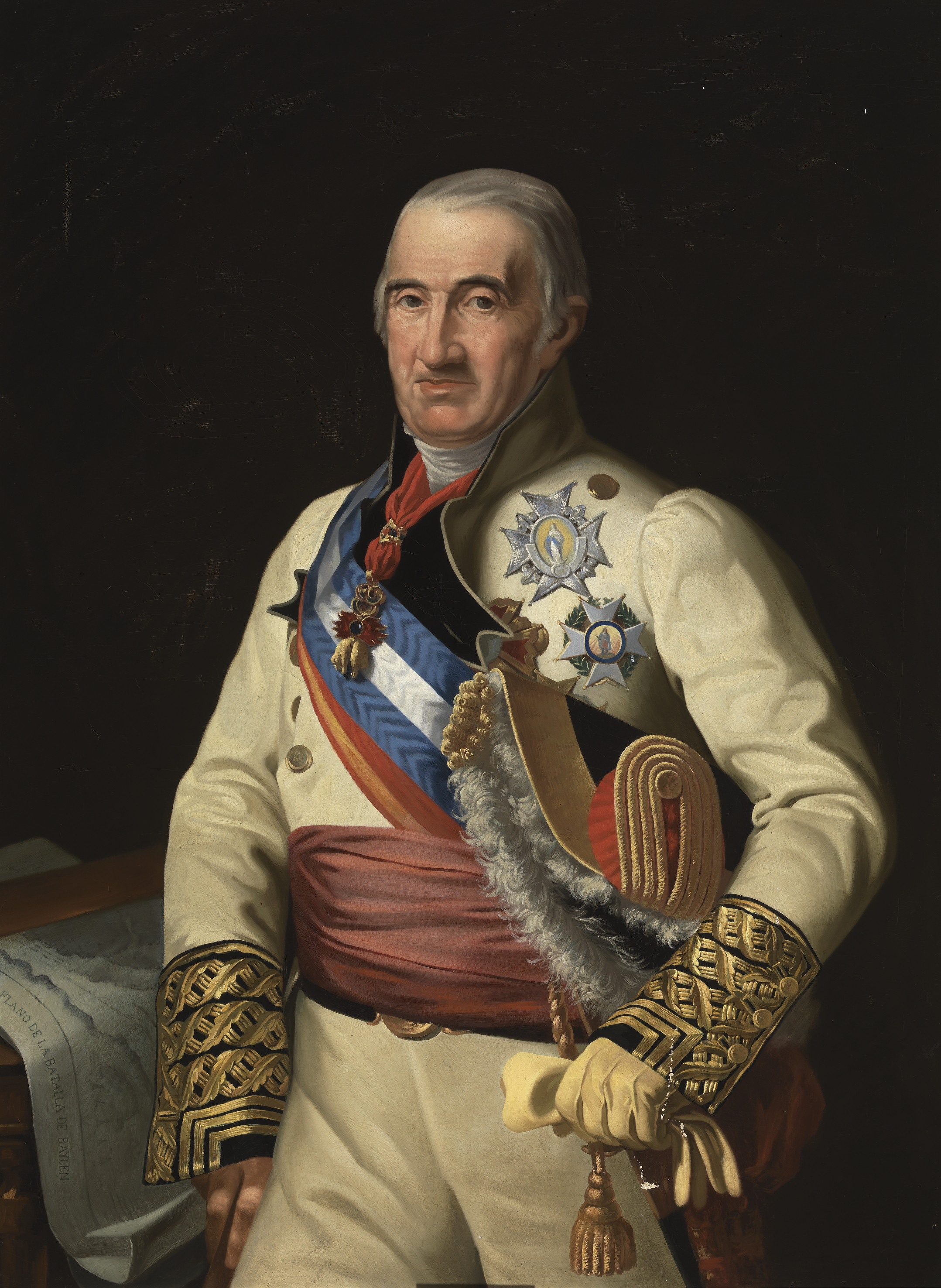
Francisco Javier Castaños, comandante en jefe durante la batalla de Bailén.

Pasó luego a Extremadura, donde se halló en el sitio y rendición de la plaza de Yelbes al mando de una guerrilla. En Almaraz, el 18 de diciembre derrotó a ciento cincuenta caballos enemigos. Destinado con esta misma fuerza en 22 de dicho mes al puente del Conde y acometido allí por tropas superiores, las repelió. Repetidas veces desde el principio de la campaña solicitó siempre los puestos más avanzados. Accediendo sus jefes a sus deseos se halló en la rendición de la escuadra francesa en Cádiz, donde pidió voluntariamente situarse en lo más inmediato del combate, teniendo la honra de que se lo concediesen. Siguió en guerrillas mandando asimismo en el sitio de Yelves una partida de descubierta —exploración—. Aumentó la partida de su mando, reclutando entre Madrid y Somosierra. Tuvo la importante comisión por el general Vázquez Somoza de infiltrarse para observar los movimientos de los enemigos.
Castaños escribe al ministro Saavedra, ya que la Junta central necesitaba del liderazgo una persona para enviarla a montar una fuerza en Galicia, designó a Morillo, el cual, promovido al grado de capitán del regimiento de Voluntarios de España el 22 de enero de 1809, y nombrado el 18 de febrero para aquella misión, partió para Galicia inmediatamente, y al mando de guerrillas, participará activamente contra el ocupante francés. Acepta la rendición de las fuerzas francesas en Vigo, alcanzando por ello el grado de coronel. Poco después será uno de los comandantes destacados de la victoria de la batalla de Puentesampayo —7 y 8 de junio de 1809—. En 1810, al mando de una división volante, actuó en la sorpresa de Millarada el 29 de mayo y en las acciones de Castro de Faria. Fue ascendido a brigadier en 1811.
Según Madoz, el 22 de julio de 1811, estando a la cabeza de la segunda división del quinto ejército, batió a los franceses en la localidad de Villanueva del Duque, perteneciente en esta época a la provincia de Badajoz. 

El gefe español D. Pablo Morillo, á la cabeza de la segunda división del quinto ejército, batió en 22 de julio de 1811 á los franceses que ocupaban esta pobl., y los desalojó de ella.
Madoz, 1850, p. 236

En 1813 se une al ejército inglés de Arthur Wellesley, duque de Wellington, y a su propuesta por orden de la Regencia del reino español, fue ascendido a mariscal de campo, el 3 de julio de 1813, en reconocimiento a su actuación en la batalla de Vitoria, librada el 21 de junio de 1813, al frente de la 1.ª División de Infantería del Cuarto ejército. Luego es nombrado teniente general y su prestigio aumenta en España. Como consecuencia de una nueva salida de Napoleón en campaña, en 1814, fue reforzada la línea de los Pirineos, ocupada por los aliados; en esa oportunidad enfrentó de nuevo a los franceses en su terreno, el 26 de enero de 1814; cuatro veces consecutivas se apoderó Morillo de las posiciones francesas y al final las abandonó ante la llegada de numerosos contingentes enemigos. En ese mismo año, junto al duque de Wellington, Morillo participó en la operación cuyo resultado fue la derrota del Ejército francés al mando del mariscal Soult en la localidad francesa de Orthez, el 27 de febrero. Bloqueó la fortaleza de Navarrenx, que solo capituló tras la abdicación de Napoleón en abril. Finalizada la guerra de Independencia de España y repuesto Fernando VII al trono, el 14 de agosto de 1814 recibió su nombramiento como capitán general de Venezuela.

### Pacificación y reconquista de Nueva Granada y Venezuela
En 1815 estaba reunida en la bahía de Cádiz una expedición pacificadora que tendría a Morillo como jefe, quien había sido designado para este puesto a finales de 1814 por el rey Fernando VII. Esta expedición se encontraba destinada originalmente a la sitiada plaza de Montevideo, para con posterioridad contribuir con el Ejército Real del Perú en la pacificación de las provincias del Río de la Plata. Sin embargo, las noticias de la revolución del Cuzco en la retaguardia del Ejército Real, la derrota de la Real Armada en el Río de la Plata en la Campaña Naval de 1814, y la consiguiente caída de Montevideo en manos de los revolucionarios, así como la alarma por la guerra de exterminio —guerra a muerte— en la insurrección de las provincias de Costa Firme hicieron que la expedición española fuera destinada hacia Venezuela y Nueva Granada.

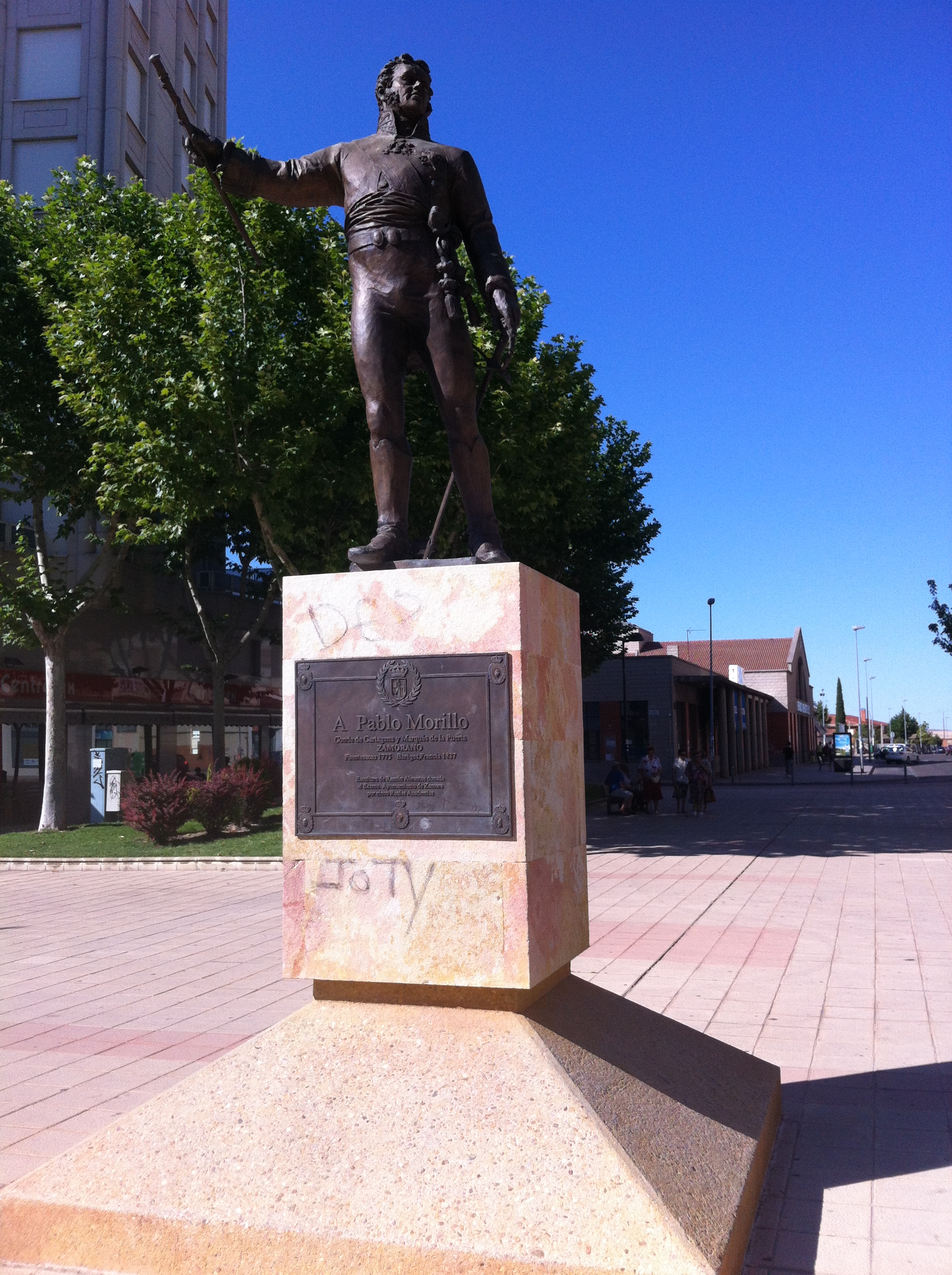
Monumento a Pablo Morillo en la ciudad de Zamora (España).

Sin embargo se mantuvo el secreto sobre los planes de la expedición, lo que mantuvo el estado de alerta entre los independentistas de Buenos Aires. El 22 de mayo de 1815 —un día después de llegada desde Río de Janeiro la noticia de que la expedición había zarpado con dirección a Buenos Aires— el director supremo y el Cabildo de la ciudad publicaron dos proclamas llamando al pueblo a combatir contra Morillo. Se recaudó todo el dinero o especies posibles para pagar los trabajos de defensa, los extranjeros fueron obligados a trabajar en ellos, se reclutaron hombres para engrosar los cuerpos de voluntarios y se ordenó la movilización obligatoria de todos los ciudadanos en las milicias. Sin embargo, el 1 de julio la Gaceta del Gobierno informó del desembarco de la expedición en Venezuela según informes de un diario inglés. La noticia no se creyó hasta que el 24 de septiembre llegaron informes a Buenos Aires desde Río de Janeiro de que, efectivamente, la tropa realista había desembarcado en Carúpano en el oriente venezolano. Por fin el 9 de mayo por medio de un real decreto el rey Fernando VII informó del destino de la expedición de Morillo a Venezuela, además de informar del próximo envío de otros refuerzos al Perú y Panamá, y que en el futuro se planeaba contra Buenos Aires otra gran expedición cuando se pudiera, pero que nunca zarpó, de 20 000 infantes, 1500 jinetes y su artillería correspondiente. Durante las negociaciones del Congreso de Viena el delegado plenipotenciario de España el marqués de Labrador fracasa en el intento de obtener el apoyo de las potencias europeas —Rusia, Prusia y Austria— dirigido a someter los territorios americanos sublevados.[cita requerida]
La expedición partió de Cádiz el 15 de febrero de 1815. Constaba de unos 65 buques, de los cuales 18 eran de batalla al mando de Pascual Enrile Acedo, incluyendo un navío de línea, el San Pedro de Alcántara, de 64 cañones. El total de la expedición entre la marinería, servicios logísticos y fuerza de combate sumaba unos 15 000 hombres, aunque el ejército destinado a combatir estaba formado por 10 612 hombres, organizados en seis batallones de infantería, dos regimientos de caballería, dos compañías de artilleros, un escuadrón a caballo, y un piquete de ingenieros militares, además de pertrechos y víveres. Fue el mayor esfuerzo que saldría de España en el curso de la contienda.
Luego de tocar tierra el 7 de abril en Puerto Santo, cerca de Carúpano, en el oriente de Venezuela, y de entrevistarse con el brigadier Francisco Tomás Morales, quien comandaba unos 7000 soldados realistas, Pablo Morillo se reembarca con 3000 o 5000 hombres para anclar en Pampatar, isla de Margarita el 9 de abril, reduciendo así al último foco revolucionario venezolano, que pese a contar con una guarnición de hasta 3000 hombres se rinde con poca oposición. Bermúdez y 300 hombres, incluyendo la mayoría de los oficiales, evacuaron la isla hacia Cartagena de Indias. El día 10 desembarcaron las tropas restantes y el 11 ocuparon La Asunción. Morillo fue muy clemente con los oficiales y soldados rebeldes que se rindieron, a pesar de las exigencias de Morales de que fuera severo con ellos. Organizó varios batallones y guarniciones con los soldados rendidos y llegó a cenar con el gobernador de la isla, Juan Bautista Arismendi. Posteriormente, cuando se dirige a Cumaná explota el San Pedro Alcántara que se hundió entre Coche y Cubagua el 25 de abril. La pérdida de mil tripulantes y un millón de pesos que transportaba el navío significó que Morillo rápidamente viajara al continente y dejara en Pampatar una pequeña guarnición. Luego sigue a La Guaira, Caracas y Puerto Cabello antes de partir el 5 de julio al Virreinato de Nueva Granada. En Santa Marta, bastión realista donde estaba el virrey, Morillo organiza el asedio de Cartagena de Indias.  Tras tomar la plaza fortificada el 6 de diciembre de 1815 concluye el asedio a Cartagena de Indias, que le valió el título de Conde de Cartagena. El asedio había durado 105 días, durante los cuales 6000 civiles fallecieron en el interior de las murallas de la ciudad, la mayoría a causa del hambre y las epidemias.
En Venezuela dejó una guarnición de 5000 españoles y 3000 a 4000 venezolanos, estos últimos acostumbrados al clima y veteranos de la lucha de 1813-1814; nombrando al coronel Salvador de Moxó y Quadrado presidente del Consejo de Guerra y al brigadier José Ceballos capitán general interino de Venezuela. Poco después Moxó fue elevado al grado de mariscal de campo de los Ejércitos del Rey y nuevo gobernador y capitán general de Venezuela con la clara misión policial y militar de reinstaurar el orden, acabar con las guerrillas rebeldes y desmovilizar a los combatientes. Debido a estos hechos Ceballos nunca tuvo mucha estima a Moxó, y gracias a los oficiales expedicionarios Moxó obtuvo el dominio sobre él en varias decisiones de la guerra, poco acertadas, que permitieron el fortalecimiento de los republicanos y la separación de los realistas. Por último Cajigal, despreciado por Morillo por sus derrotas, volvió a España. Desde Cartagena se había organizado el auxilio militar para la restauración de la independencia de Venezuela en el año 1813 durante la guerra a muerte.

#### Reconquista de Nueva Granada y el Régimen del Terror
Al consolidar la ocupación de Cartagena las tropas de Morillo bloquean los puertos de La Dorada y Salgar penetrando en territorio neogranadino hasta llegar a Santafé de Bogotá donde restaura al virrey Juan de Sámano en el poder.
Este periodo histórico, que comienza con la toma de Cartagena y concluye con las condenas a miembros de la insurrección de Nueva Granada, se denomina en Colombia «Régimen del Terror».
Pablo Morillo en principio aplica una política de indultos que suspende tras quedar conmocionado al recibir la noticia de la traición de Arismendi, gobernador de la isla de Margarita, y al que había perdonado de la sentencia de muerte, y que sin embargo se rebelaba a su partida, pasando además a cuchillo a toda la guarnición española. En represalia Morillo puso en marcha tribunales militares de justicia, de tres tipos: Tribunal de «guerra permanente», que dictaba sentencias de muerte contra los revolucionarios; el «Consejo de Purificación», que juzgaba a los insurgentes no merecedores de la pena capital, y la «Junta de Secuestros» para juzgar, ajusticiar y expropiar a todos aquellos que estuvieran involucrados con la causa de Independencia. Con la instauración de las «juntas de secuestro» en Nueva Granada y Venezuela, y lo mismo que en España durante la guerra de Independencia española, se incautó propiedades y bienes para cubrir los gastos de mantener el ejército en campaña, que a pesar de ello resultaron insuficientes ya que Morillo sufrió de carencias y oposición. El edificio del Colegio-Universidad de Santo Tomás sirvió en Santafé de cárcel para muchos de los acusados y condenados. En algún momento llegaron a estar 300 personas hacinadas allí.
Según el virrey Montalvo (1816-1818) en sus relaciones de mando, Morillo —directamente o a través de Juan de Sámano, su comandante militar— mandó ejecutar, en el territorio de la Nueva Granada varios cientos de personas, «... de las principales familias del Virreinato, que han sido pasadas por las armas por sentencia del Consejo permanente a las órdenes del general Morillo, unos delincuentes y otros no tanto, los cuales quizás hubiera convenido más al servicio del rey deportarlos para siempre de su país, a donde no pudieran perjudicar, después de haber hecho algunos ejemplares en cabezas principales de la revolución».

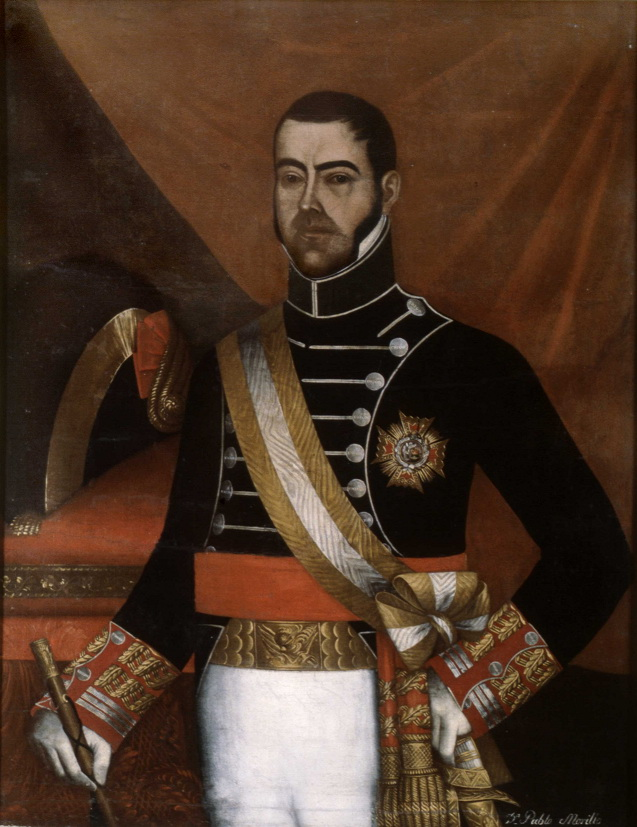
Retrato de Pablo Morillo hecho en Santafé por Pedro José Figueroa.

Entre las principales familias mencionadas que fueron perseguidas y ejecutadas en la Nueva Granada se encontraban los Álvarez, Arboleda, Baraya, Caicedo, Camacho, Carbonell, Gutiérrez y Gutiérrez de Piñeres, los Lozano marqueses de San Jorge, Mosquera, Nariño, París, Pombo, Ricaurte, Sanz de Santamaría, Torres y Vergara. Se expropiaron sus propiedades y bienes de estas personas como las haciendas de Jorge Miguel Lozano de Peralta y Pantaleón Gutiérrez apodado ”El Patriarca de la Sabana.”, se quemaron en público sus libros, y hasta sus retratos. Algunas ejecuciones fueron bastante crueles, como la del hijo de Pantaleón, José Gregorio Gutiérrez, gobernador de Cundinamarca y miembro del colegio constituyente, y la de Camilo Torres, antiguo presidente de la confederación, fusilado en la cara, cortada su cabeza y exhibida durante varios días a la entrada de Santafé, en San Victorino, mientras los gallinazos comían sus carnes.
Se hizo un consejo de guerra que condenó a más de 100 líderes independentistas, entre ellos algunos ajusticiados fueron José de Ayala y Vergara, Joaquín Camacho, José María Carbobell, Jorge Tadeo Lozano y Francisco José de Caldas  uno de los científicos más brillantes que tenía la Nueva Granada. Al oír su sentencia de muerte, una tradición espuria afirma que Caldas habría pedido clemencia a Morillo, cuya respuesta habría sido «España no necesita de sabios». La tradición adjudica la frase a Pablo Morillo o a Pascual Enrile, pero se duda de que alguna vez fuera pronunciada. Tampoco está claro si la negativa a indultar al sentenciado Caldas fue de Pablo Morillo o de Pascual Enrile Acedo. Otros líderes ejecutados fueron Manuel Bernardo de Álvarez, Manuel Rodríguez Torices, Liborio Mejia, Cristanto Valenzuela y Antonio Villavicencio.
Morillo detuvo su política de indultos al recibir la noticia del engaño de Arismendi, gobernador de la isla de Margarita, y a quien había perdonado de la sentencia de muerte, y que sin embargo se había rebelado de nuevo, pasando además a cuchillo a toda la guarnición española de Juan Griego, unos 200 hombres al mando del gobernador Joaquín Urreiztieta (16 de noviembre) apoderándose de la isla. Francisco Tomás Morales había advertido a Morillo que no creía en su arrepentimiento por la ferocidad desatada contra los españoles de Caracas en la guerra a muerte.
Con los clérigos y religiosos que habían colaborado con la causa independentista se procedió mucho más suave. La mayoría fueron juzgados por el «Consejo de Purificación», en cuanto habían apoyado indirectamente la causa secesionista, pero que no habían liderado la misma. No obstante, durante el segundo semestre de 1816 fueron enviados a España los clérigos que habían integrado tropas y habían predicado la insurrección —y que habían sido capturados—. Se determinó que era más conveniente alejarlos de América, pues según el Pacificador, se habían convertido en gente peligrosa e irreductible. Inicialmente marcharon 50 clérigos, en su mayoría seculares. Algunos religiosos, como los dominicos Ignacio Mariño y Pablo Lobatón fueron incluidos en la lista negra de rebeldes que debían ser ajusticiados y Morillo mandó su captura y su remisión a España, orden que nunca se cumplió, pues los dos estaban ausentes en Los Llanos, a donde habían ido a integrar las guerrillas de resistencia. La mayor parte de los frailes del convento de Tunja, Chiquinquirá Ecce Homo y parte de los de Santafé debieron presentarse ante los tribunales de Morillo.
Por último, la ordenanza venida de Europa con el ejército expedicionario de Morillo alejó también a caudillos y huestes realistas, veteranos de la guerra a muerte, y que no vieron satisfechas sus propias expectativas. Asimismo la necesidad de instaurar un estado policial extraordinario debilitó aún más la ya maltrecha administración virreinal tradicional. Muchos de los milicianos llaneros terminaron desertando y pasando a servir a los republicanos.
Tras recuperar la Nueva Granada, Morillo debe regresar a Venezuela en 1817 preocupado por el recrudecimiento de la guerra, pues Bolívar, Piar, Páez y otros jefes venezolanos reactivan su movimiento durante la estancia de Morillo en Nueva Granada. El 31 de julio de 1817, es derrotado en la batalla de Matasiete por el coronel Francisco Esteban Gómez pero logra tomar en forma cruenta Juan Griego en la isla de Margarita. Su lugarteniente Miguel de la Torre no logra frenar la invasión de Guayana en 1817. Al conocer de la caída de Angostura por parte de los revolucionarios y ante la proximidad de más ataques por parte del ejército al mando del coronel Gómez, motivaron a Morillo que partiera con sus tropas restantes el 17 de agosto de 1817 rumbo a Cumaná, dejando definitivamente a la Isla de Margarita en poder de los revolucionarios. En 1818, Bolívar avanza hacia Caracas en su Campaña del Centro de Venezuela, pero Morillo le detiene al derrotarlo en la batalla de La Puerta. Su dirección desde la primera línea de batalla le vale una herida de lanza en el abdomen y su victoria el título de marqués de La Puerta. Más tarde Bolívar extiende su ofensiva a Nueva Granada en 1819 y ocupa Santa Fe de Bogotá tras derrotar al coronel José María Barreiro en la batalla de Boyacá. A finales de 1820 Morillo contaba con unos 15 000 hombres mientras que Bolívar ya disponía de 25 000 aunque otras estimaciones reducen los ejércitos a 9000 y 20 000 respectivamente. Morillo recibe nuevas instrucciones del Gobierno liberal de España de negociar un armisticio con los neogranadinos, y se entrevista con Bolívar en Santa Ana de Trujillo el 27 de noviembre de 1820, firmando el Tratado de Armisticio y Regularización de la Guerra y dando fin al periodo histórico colombo-venezolano denominado de guerra a muerte. Dicho tratado fue importante en la causa patriota, ya que España, a través de Morillo, si bien no renunciaba a sus derechos sobre las tierras del Virreinato de Nueva Granada, reconocía de alguna manera la existencia del estado independiente recién creado por Bolívar. Luego de la firma del armisticio Morillo se retiró a España, dejando en su lugar al general La Torre y a unas fuerzas realistas desalentadas. El tratado, que no duró los seis meses estipulados, fue utilizado por Bolívar para rearmarse y consolidar de facto la libertad venezolana con la batalla de Carabobo, el 24 de junio de 1821.

### Trienio Liberal y Restauración absolutista

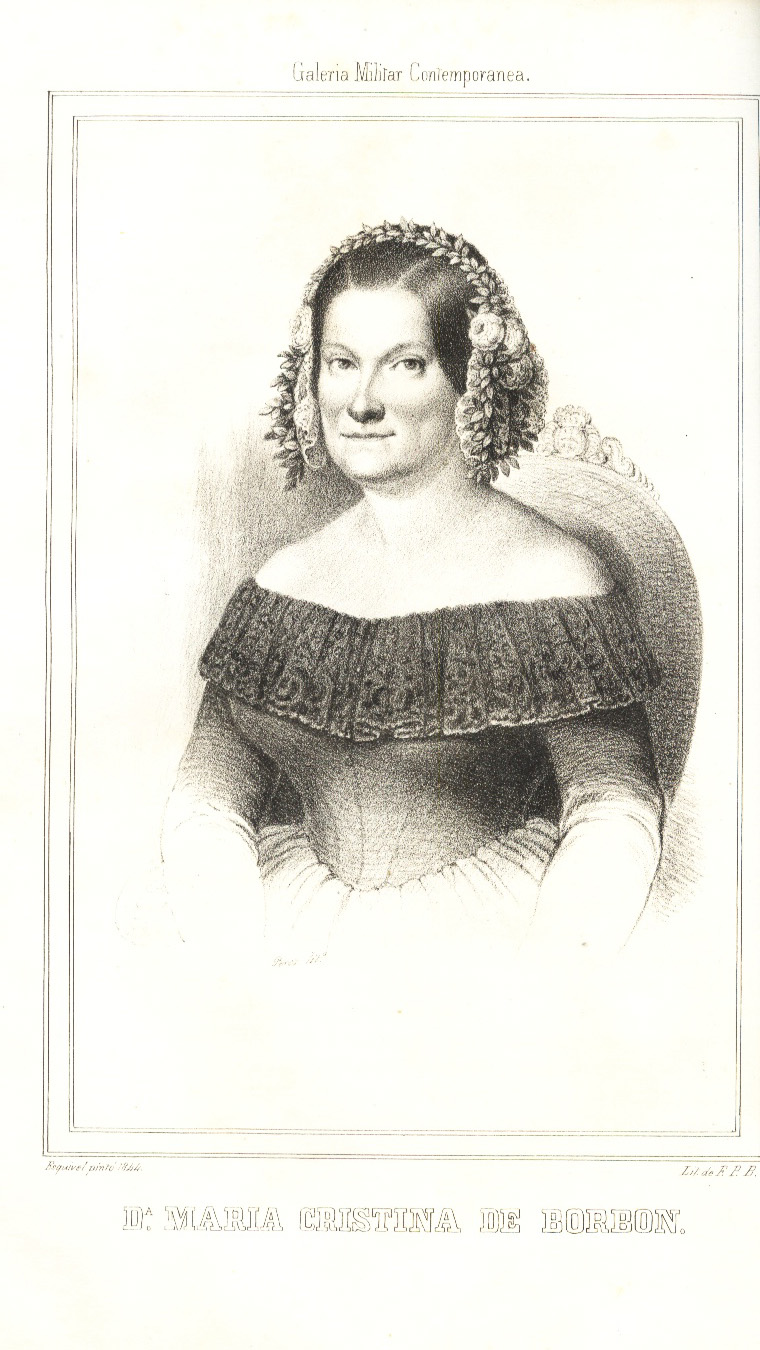
Reina regente María Cristina

Finalmente Pablo Morillo consigue su retiro, solicitado en 16 ocasiones anteriormente, y regresa a España, dejando el mando del ejército realista al general Miguel de la Torre en diciembre de 1820. Siempre mostró desinterés en el percibo de sueldos, de los que se le debían a su retorno como jefe expedicionario la suma de 58 526 pesos fuertes, siendo el único general con mando en América en esta situación. Sin embargo a su retorno inmediatamente es llamado por el rey Fernando VII para una nueva misión. El 4 de mayo de 1821 fue nombrado capitán general de Castilla la Nueva, cargo que mantuvo 18 meses durante el periodo de mayor furor revolucionario consiguiendo mantener el orden, sin embargo para no participar de la radicalización política dimitió de su cargo.
En julio de 1823 le fue encomendado su primer mando de Galicia a la entrada del ejército de los Cien Mil Hijos de San Luis al servicio de la Santa Alianza, y donde sufrió tentativas de asesinato por parte de Quiroga y los insurrectos. El Gobierno constitucional, ya en el tercer año de la revolución del Trienio Liberal, le destituye de todos sus honores y empleo en el mes de agosto de 1823. Sólo la persona de Morillo mantuvo la lealtad de las tropas españolas que se unieron al ejército del duque de Angulema. Se le dio el mando de la brigada francesa del conde de Bourk con la que rindieron las plazas de Vigo y La Coruña, restituyendo la paz en toda Galicia. Morillo consigue permiso para viajar a Francia por motivo de salud en el año 1824. Sin embargo, concluida la restauración de Fernando VII, tras la caída del trienio liberal en 1823, Morillo por su afinidad al bando constitucional es sentenciado por un tribunal «de purificación», mientras se encontraba de permiso en Francia, perdiendo sus cargos bajo un ambiente de intrigas y purgas en el Gobierno español.

### Primera guerra carlista
Después de algún tiempo, en 1832 nuevamente se hace cargo de la Capitanía General de Galicia, desempeñado en dos ocasiones, esta segunda vez en 1836, pero su deteriorada salud y la necesidad de su presencia en la corte lo obligaron a volver a Madrid. Participa en la primera guerra carlista en apoyo de la reina regente Cristina, luchando en contra de los partidarios absolutistas de Carlos María Isidro de Borbón. No llega a ver el final de esta guerra, 

#### Fallecimiento
Su deteriorada salud lo obliga a solicitar en junio de 1836 Real permiso para trasladarse a tomar las aguas en Barèges, en estas circunstancias muere el 27 de julio de 1837 a la edad de sesenta y dos años, dejando a su viuda sin bienes y con cinco hijos menores. Refiriendo de él el historiador Rodríguez Villa:

Falleció este ilustre caudillo, tan rico en honores, como tan pobre en hacienda, que no pudo cubrir a su muerte la dote de su mujer, habiendo consagrado toda su vida a la grandeza e independencia de su patria y al servicio leal y desinteresado a su Rey. ¡Ejemplo digno de admiración y de eterna memoria por su elevado patriotismo y sus eminentes virtudes cívicas y militares!
Rodríguez Villa el 1 de mayo de 1908.

Inicialmente fue enterrado en el cementerio de Luz-Saint-Sauveur en un terreno del común; se celebran sus funerales en España el 9 de julio de 1838 en la Iglesia del Carmen; hasta que por mediación del gobierno constitucional de la reina Isabel II fue trasladado al cementerio de San Isidro de Madrid el 8 de agosto de 1843, donde desde entonces reposan sus restos.

## Distinciones
Ciento cincuenta acciones personales de guerra reconocidas, condecorado con once cruces de distinción, reconocidas cuatro heridas, dos mortales; alcanza el grado de teniente general; dos títulos de Castilla; dignidad de Prócer; Gran Cruz de Carlos III; Orden Militar de San Fernando, de Justicia, de Isabel la Católica, caballero de San Hermenegildo, regidor perpetuo de La Coruña.